# 七姊妹 (倫敦)
七姊妹（Seven Sisters）是位於北倫敦的一個地區，屬於哈林蓋倫敦自治市。七姊妹位於七姊妹路的東部端點。七姊妹在1619年的地圖上就已經有出現。這一地區現在主要是一個住宅區。